# Statua equestre di Carlo IV

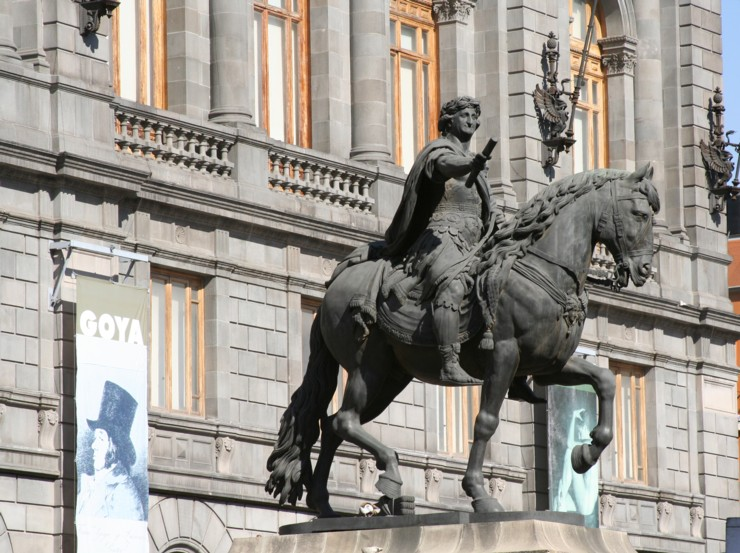
El Caballito

La statua equestre di Carlo IV (El Caballito) è una statua in bronzo costruita in onore di Carlo IV di Spagna. Fu progettata dallo scultore e architetto Manuel Tolsa e si trova a Città del Messico, in piazza Manuel Tolsa.
L'iniziativa del progetto fu di Miguel de la Grúa Talamanca, marchese di Branciforte che era viceré della Nuova Spagna. Una volta che si ottenne il permesso per il monumento si nominarono i responsabili dell'opera e si mise in moto la sua costruzione. Per questo si pulì la Zocalo e si collocò una balaustra ellittica con quattro cancelli di'ingresso.
Il piedistallo per la statua fu inaugurato con grandi festeggiamenti popolari e corride di tori l'8 dicembre 1796. Sopra di questo fu collocata una statua provvisoria in legno e stucco dorato che rappresentava il monarca spagnolo.

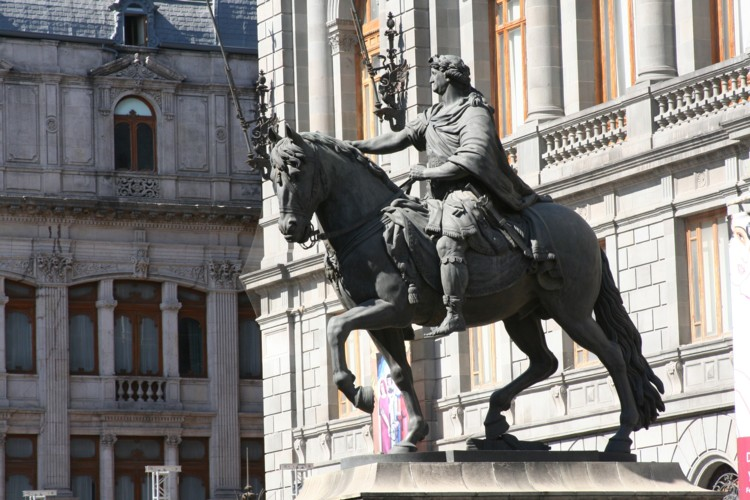
El Caballito

El Caballito fu fuso in una sola volta sotto la supervisione di Tolsa. Ci vollero 450 quintali di bronzo, e l'operazione si svolse vicino al tempio dei Santi Pietro e Paolo. Per il cavallo lo scultore prese spunto da un cavallo del marchese del Jaral del Berrio, chiamato tambor. Dopo essere stato pulito e levigato fu portato al suo posto e si inaugurò l'8 dicembre 1803. Le celebrazioni e corride si ripeterono con grande giubilo. Il barone Alexander von Humboldt era presente all'inaugurazione; secondo la sua opinione la statua di Tolsa era inferiore solamente al Marco Aurelio di Roma.
Con motivo del sentimento antispagnolo manifestato dall'indipendenza del Messico, sorse il desiderio di distruggere la statua. Fu salvata da don Lucas Alamán che convinse Guadalupe Victoria a conservarla in virtù delle sue qualità estetiche. Come risultato la statua fu posta nel 1824 nel cortile dell'antica Università. Calmati gli animi, si trasferì nell'incrocio tra il Paseo de la Reforma e il Paseo de Bucareli. Nel 1979 fu collocata nella sua attuale posizione, di fronte al palazzo di Mineria. Attualmente, per testimoniare l'antica polemica, la statua reca una targa che ricorda che il Messico la conserva solo come monumento di arte.